# Снайпери (фільм, 1998)
«Снайпери» (англ. Shot Through the Heart) — телевізійна воєнна драма про двох друзів, яких розвела Боснійська війна на різні боки фронту.

## Сюжет
Друзі з самого дитинства Славко та Владо з початком війни у Боснії йдуть у різні боки: Славко став снайпером у армії Республіки Сербської, а Владо приєднався до антиснайперівського загону боснійських збройних сил. Війна зведе друзів віч-на-віч та лише один залишиться живим.

## У ролях
| Актор        | Роль            |
| ------------ | --------------- |
| Венсан Перес | Славко Станич   |
| Лайнас Роуч  | Владо Селімович |
| Лія Вільямс  | Майда Селімович |
| Адам Коц     | Мішо            |
| Су Герей     | Амела           |
| Лотер Блюто  | Жиян            |

## Створення фільму

### Виробництво
Зйомки фільму проходили в Боснії та Герцеговині.

### Знімальна група
- Кінорежисер — Девід Еттвуд
- Сценарист — Гай Гібберт
- Кінопродюсер — Су Армстронг
- Композитор — Ед Шермур
- Кінооператор — Габор Сабо
- Кіномонтаж — Тім Веллберн
- Художник-постановник — Барбара Данфі
- Артдиректори — Джудіт Чак
- Художники по костюмах — Марія Грубі[1].

## Сприйняття

### Критика
Фільм отримав позитивні відгуки. На сайті Rotten Tomatoes оцінка стрічки становить 83 % від глядачів із середньою оцінкою 3,6/5 (742 голоси). Фільму зарахований «попкорн» від глядачів, Internet Movie Database — 7,3/10 (1 045 голосів).

### Номінації та нагороди
| Нагороди та номінації фільму « Снайпери» | Нагороди та номінації фільму « Снайпери»  | Нагороди та номінації фільму « Снайпери»             | Нагороди та номінації фільму « Снайпери»                      | Нагороди та номінації фільму « Снайпери» | Нагороди та номінації фільму « Снайпери» |
| Рік                                      | Кінофестиваль/кінопремія                  | Категорія/нагорода                                   | Номінант                                                      | Результат                                |                                          |
| ---------------------------------------- | ----------------------------------------- | ---------------------------------------------------- | ------------------------------------------------------------- | ---------------------------------------- | ---------------------------------------- |
| 1999                                     | «Джеміні»                                 | Найкращий телефільм або драматичний міні-серіал      | Роберт Лантос, Су Армстронг, Френсін Лефрак, Девід М. Томпсон | Номінація                                |                                          |
| 1999                                     | «Джеміні»                                 | Найкраща постановка драматичної програми або серіалу | Барбара Данфі                                                 | Номінація                                |                                          |
| 1999                                     | National Educational Media Network        | «Золоте яблуко»                                      | «Снайпери»                                                    | Перемога                                 |                                          |
| 1999                                     | Премія Пібоді                             |                                                      | «Снайпери»                                                    | Перемога                                 |                                          |
| 1999                                     | Міжнародний кінофестиваль у Сан-Франциско | Телебачення-Драма-Телевізійний художній фільм        | Девід Еттвуд                                                  | Перемога                                 |                                          |
| 1999                                     | Премія Асоціації телевізійних критиків    | Визначні досягнення в кіно, міні-серіалах            | «Снайпери»                                                    | Номінація                                |                                          |